# Камень филаретов
Ка́мень филаре́тов (бел. Камень філарэтаў) — памятник истории Белоруссии, расположенный в 1 километре к западу от агрогородка Карчёво Барановичского района Брестской области. 31 июля 2006 года объявлен геологическим памятником природы. 21 сентября 2010 года Постановлением Совета Министров Республики Беларусь объекту присвоен статус историко-культурной ценности республиканского значения.

## Название
Существует легенда, что камень получил своё название как место встреч конспиративного товарищества патриотической студенческой молодёжи («филаретов»), членами которого были Адам Мицкевич, Томаш Зан, Ян Чечот, Игнатий Домейко, Юзеф Ежовский, Франц Малевский и другие.

## Происхождение и описание
Считается, что принесён он был с территории Скандинавского полуострова во время последнего поозёрского оледенения (17—18 тысяч лет назад).
В XVI веке из большей части камня был сделан жёрнов для мельницы, которая находилась в местечке Мир. В годы Первой мировой войны, когда линия русско-немецкого фронта проходила восточнее Карчево, его пытались взорвать для получения щебня для отсыпки полевых дорог.
Валун среднезернистого серо-розового гранита с зёрнами калиевого полевого шпата розового цвета, серого кварца, чешуек слюды биотита, включений апатита, мусковита. Длина 4,1 метра, ширина 3 метра, высота 1,9 метра, в обводе 13,9 метра, объёмом 12 метров кубических и массой около 32 тонн.

## В искусстве
В 2006 году белорусский художник Михаил Карпук нарисовал картину «У каменя філарэтаў». Также камень запечатлён в стихе поэтессы Раисы Романчук «Там, дзе маё дзяцінства».